# Banque Nagelmackers

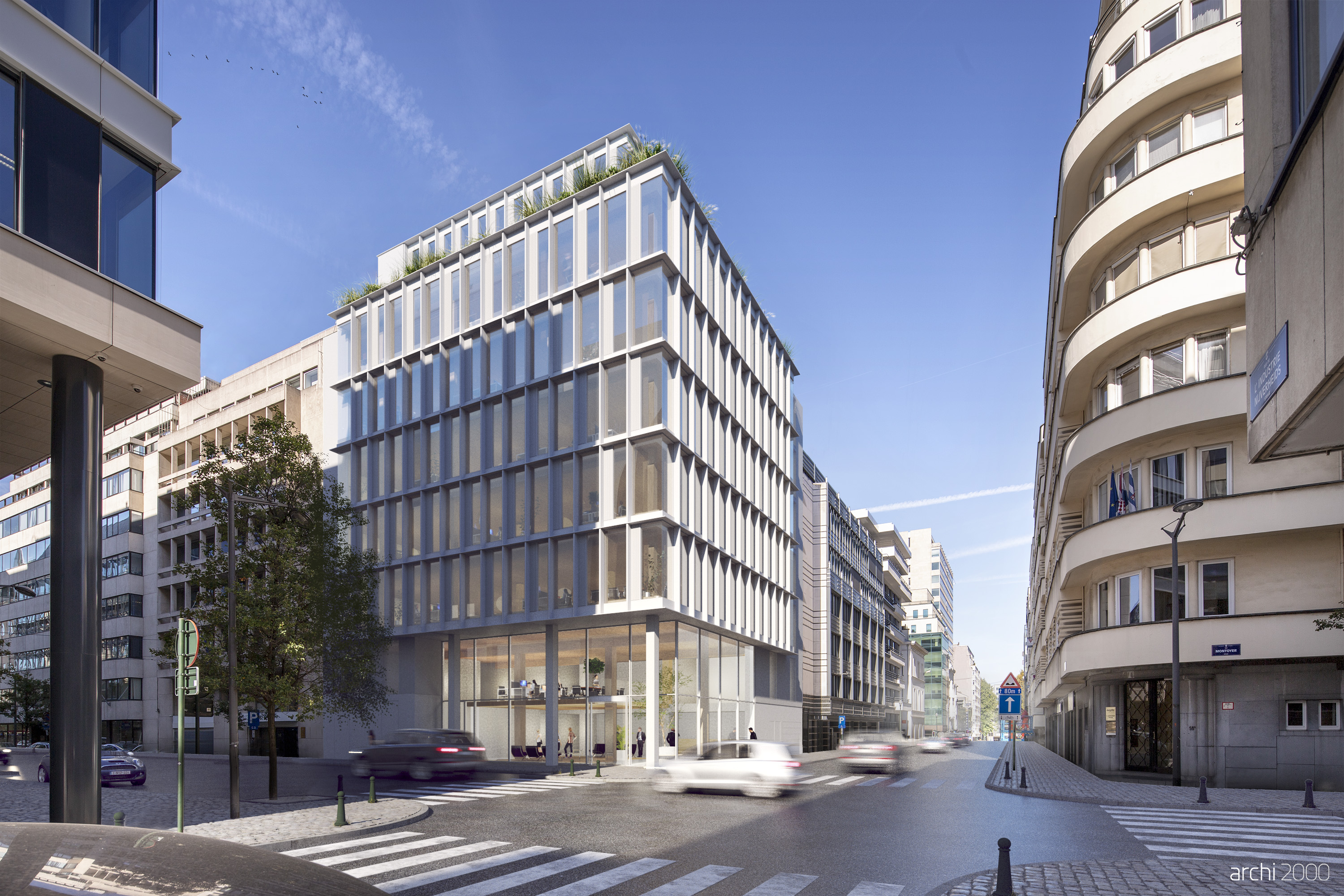
Sede da Nagelmackers em Bruxelas

O Nagelmackers Bank é um banco privado belga. Ele se concentra em indivíduos e fornece uma ampla rede de escritórios independentes e integrados na Bélgica.

## História
O Nagelmackers é o banco belga mais antigo, fundado em Liège por Pierre Nagelmackers em 1747. Durante os séculos 18 e 19, foi bem-sucedido como um banco da indústria de Liège. No início do século XX, foi inaugurado o primeiro escritório em Bruxelas.

### BNP
Em 1990, o Nagelmackers Bank, após 243 anos como banco independente, tornou-se parte do grupo Banque Nationale de Paris.

### Delta Lloyd Bank
O nome Nagelmackers desapareceu das ruas belgas após a aquisição pelo Delta Lloyd Bank em 2005, mas em outubro de 2015 o nome foi alterado novamente para Bank Nagelmackers.

## Escritórios
Hoje, a Nagelmackers possui mais de 355 funcionários trabalhando em 47 filiais.